# Hein Kaars Sijpesteijn
Caspar Hendrik (Hein) Kaars Sijpesteijn (Bloemendaal, 24 maart 1917 – Noordzee, 29 mei 1971) was een Nederlands fabrieksdirecteur, ervaren zeezeiler en Engelandvaarder.

## Levensloop
Hein Kaars Sijpesteijn werd geboren in Bloemendaal als oudste zoon van Johannes Conradus (Jan) Kaars Sijpesteijn en Johanna Maria Holst. Hij had twee zussen, Johanna Antonetta (Net) (1915) en Antje (1919-2009), en twee broers, Willem (1920-2002) en Gerrit Willem Adriaan (1925). Het gezin woonde op Weversend, een huis tussen Wormerveer en Krommenie.
Kaars Sijpesteijn was fabrieksdirecteur in de Zaanstreek van de Nederlandsche Linoleumfabriek, een in 1899 opgericht familiebedrijf, en van een oliebedrijf De Vrede in Westknollendam dat vooral lijnzaadolie produceerde als grondstof voor de linoleum.

### Engelandvaart
Na maanden voorbereiding besloten besloten Kaars Sijpesteijn, Jan Bartlema en zijn vrouw Yvette Bartlema-Sanders, Hein Louwerse en Henning Meyer op 29 april 1943 de overtocht naar Engeland te wagen. Henning Meyer was de kust langs gefietst en had voor 700 gulden een bootje gevonden in IJmuiden. Ze brachten hem naar Jans zuster, die op woonboot De Uil op de Loosdrechtse plassen woonde. Daar werd hun bootje grijs geschilderd. Hein Louwerse verfde de zeilen van zijn Sharpie met behulp van Oost-Indische inkt. Pieter Barends maakte een stevige buiskap. Ze brachten het bootje naar de Van Ravesteijnwerf in Leidschendam waar het voorzien werd van een 6pk Evinrude buitenboordmotor. Daarna kon Kees Koole, schipper van de Nooit Volmaakt, het bootje op sleeptouw nemen tot de Brielse Maas, waar het groepje het bootje weer overnam.
Hein KS werd Korte Hein genoemd, Hein Louwerse was Lange Hein. Korte Hein was de oudere broer van zijn jaarclubgenoot Willem, die tijdens een razzia was opgepakt. 
Jan Bartlema en Henning Meyer roeiden, Lange Hein zat voorop en peilde de diepte, Korte Hein zat aan het roer, Yvette had de verrekijker en speurde naar herkenningspunten. De overtocht was goed voorbereid, maar ze werden opgeschrikt door de oplichtende zee en besloten dicht langs de rechter oever te gaan. De boeggolven en de plekken waar de riemen het water raakten, lichtten op. Er was niets aan te doen, ze moesten doorzetten. Het werd 30 april. Om 8 uur begaf de motor het, en de reservemotor was doorweekt en deed niets. Er moest gezeild worden. 's Avonds ging de wind liggen en moest er geroeid worden. De twee Heinen begonnen en werden afgelost door Jan en Henning. Yvette bleef aan het roer totdat er onverwacht storm opstak. Het zeil werd gereefd, de motoren werden over boord gegooid en er moest flink gehoosd worden. Het werd 1 mei. Nog steeds hoge golven. Het drijfanker werd uitgegooid, en van het zeil werd een tweede drijfanker gemaakt. Het bootje dreef naar het zuidwesten af, richting Engeland. 
Op 2 mei bereikte de Yvette de monding van de Theems. De HMS Ocean Treasure, een Engelse vistreiler, voer hen tegemoet en nam hen aan boord. Ze kregen droge kleren, sigaretten, koekjes en een stevig Engels ontbijt. Na de veilige aankomst werd hun bootje de Yvette genoemd, naar de vrouw van Jan Bartlema. 
Hein Kaars Sijpesteijn werd in Engeland Hoofd Kwartiermeesterszaken voor de commandant der Nederlandse troepen.

### Na de oorlog
Als dank voor zijn hulp bood Kaars Sijpesteijn in 1948 aan om voor Koole een motortanker te financieren die de naam Prinses Wilhelmina kreeg. Zo kon Koole zijn eigen transportbedrijf oprichten in Wormerveer. Ook zorgde Kaars Sijpesteijn voor een contract waardoor Koole de vetten voor hem vervoerde. In 1959 begon ook de 16-jarige Ton Koole voor het C. Koole Tanktransportbedrijf te varen.
Kaars Sijpestein kwam om in mei 1971 tijdens een Noordzeerace, toen zijn schip Merlijn werd aangevaren.

## Herkomst achternaam
Bregje Kaars, dochter van Jan Kaars, trouwde in 1795 met koopman Hendrik Sijpesteijn. Ze kregen een zoon Willem (1800-1855). Bregje overleed al in 1803. In 1812 bepaalde Jan Kaars dat zijn kleinzoon Willem zijn enige erfgenaam zou zijn op twee voorwaarden: hij moest doopsgezind worden opgevoed en hij moest de naam Kaars Sijpesteijn gaan voeren. 

## Onderscheiding
- Bronzen Kruis[8]

## Publicaties
- K. Woudt: Van Canefas tot Coral, de geschiedenis van een Krommenieër familie-onderneming. Krommenie, Tufton, 1987. ISBN 90-90-02377-1